# تریسی-آن اوبرمن
تریسی-آن اوبرمن (به انگلیسی: Tracy-Ann Oberman) (زاده ۲۵ اوت ۱۹۶۶) بازیگر انگلیسی است.
از کارهای معروف او می‌توان به بازی در فیلم تغییرات کازانووا اشاره کرد.